# Schieß-Europameisterschaften 10 Meter 2018
Die 47. ISSF Schieß-Europameisterschaften 10 Meter 2018, fanden vom 16. bis 26. März 2018 in Győr, Ungarn für die Disziplinen Gewehr und Pistole auf die 10-Meter-Distanz statt. Es nahmen 650 Juniorinnen, Junioren und Erwachsene aus insgesamt 48 Nationen an den 41 Disziplinen teil.

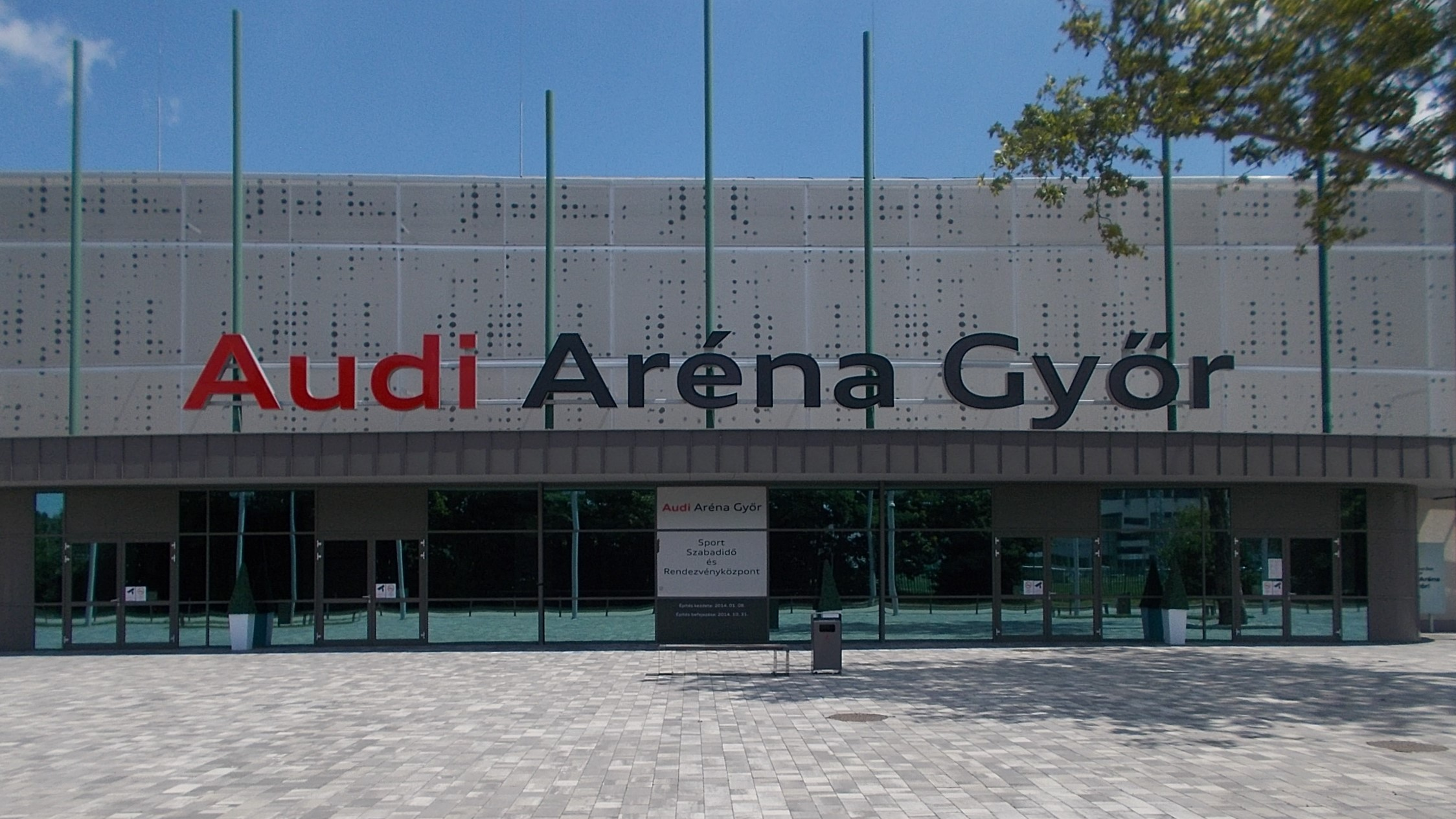
Die Audi Aréna in Győr war der Veranstaltungsort der Europameisterschaften.

## Qualifikation für Olympische Jugend-Sommerspiele
Die Schieß-Europameisterschaften 10 Meter 2018 dienten als Qualifikationsturnier für die Olympischen Jugend-Sommerspiele 2018. Aus den erbrachten Ergebnissen ergaben sich zwölf Quotenplätze für die jeweiligen Länder.

## Ergebnisse

### Erwachsene

#### Gewehr

##### Männer
| 10 m Luftgewehr | 10 m Luftgewehr | 10 m Luftgewehr      | 10 m Luftgewehr | 10 m Luftgewehr   | 10 m Luftgewehr | 10 m Luftgewehr | 10 m Luftgewehr |
| Nr.             | Wettbewerb      | Gold                 | Gold            | Silber            | Silber          | Bronze          | Bronze          |
| --------------- | --------------- | -------------------- | --------------- | ----------------- | --------------- | --------------- | --------------- |
| 1               | Győr            | Vladimir Maslennikov | 251,0 WR ER     | Alexander Drjagin | 248,2           | Petar Gorša     | 227,0           |

| 10 m Luftgewehr, Team | 10 m Luftgewehr, Team | 10 m Luftgewehr, Team                                           | 10 m Luftgewehr, Team | 10 m Luftgewehr, Team                          | 10 m Luftgewehr, Team | 10 m Luftgewehr, Team                      | 10 m Luftgewehr, Team |
| Nr.                   | Wettbewerb            | Gold                                                            | Gold                  | Silber                                         | Silber                | Bronze                                     | Bronze                |
| --------------------- | --------------------- | --------------------------------------------------------------- | --------------------- | ---------------------------------------------- | --------------------- | ------------------------------------------ | --------------------- |
| 1                     | Győr                  | RusslandSergey Kamenskiy Vladimir Maslennikov Alexander Drjagin | --                    | KroatienPetar Gorša Marin Čerina Miran Maričić | --                    | UngarnIstván Péni Péter Sidi Péter Somogyi | --                    |

##### Frauen
| 10 m Luftgewehr | 10 m Luftgewehr | 10 m Luftgewehr | 10 m Luftgewehr | 10 m Luftgewehr      | 10 m Luftgewehr | 10 m Luftgewehr | 10 m Luftgewehr |
| Nr.             | Wettbewerb      | Gold            | Gold            | Silber               | Silber          | Bronze          | Bronze          |
| --------------- | --------------- | --------------- | --------------- | -------------------- | --------------- | --------------- | --------------- |
| 1               | Győr            | Stine Nielsen   | 249,1           | Katarzyna Komorowska | 248,7           | Manon Smeets    | 226,8           |

| 10 m Luftgewehr, Team | 10 m Luftgewehr, Team | 10 m Luftgewehr, Team                                                       | 10 m Luftgewehr, Team | 10 m Luftgewehr, Team                            | 10 m Luftgewehr, Team | 10 m Luftgewehr, Team                               | 10 m Luftgewehr, Team |
| Nr.                   | Wettbewerb            | Gold                                                                        | Gold                  | Silber                                           | Silber                | Bronze                                              | Bronze                |
| --------------------- | --------------------- | --------------------------------------------------------------------------- | --------------------- | ------------------------------------------------ | --------------------- | --------------------------------------------------- | --------------------- |
| 1                     | Győr                  | RumänienLaura-Georgeta Coman Roxana-Georgiana Tudose Eliza-Alexandra Molnar | --                    | DänemarkStine Nielsen Rikke Ibsen Line Petermann | --                    | UkraineAnna Ilina Mariia Voitsekhivska Olga Zakapko | --                    |

##### Mixed
| 10 m Luftgewehr | 10 m Luftgewehr | 10 m Luftgewehr                    | 10 m Luftgewehr | 10 m Luftgewehr                   | 10 m Luftgewehr | 10 m Luftgewehr        | 10 m Luftgewehr |
| Nr.             | Wettbewerb      | Gold                               | Gold            | Silber                            | Silber          | Bronze                 | Bronze          |
| --------------- | --------------- | ---------------------------------- | --------------- | --------------------------------- | --------------- | ---------------------- | --------------- |
| 1               | Győr            | Daria Vdovina Vladimir Maslennikov | 498,3 WR ER     | Andrea Arsović Milutin Stefanović | 495,0           | Anna Ilina Oleh Zarkow | 431,9           |

#### Pistole

##### Männer
| 10 m Luftpistole | 10 m Luftpistole | 10 m Luftpistole | 10 m Luftpistole | 10 m Luftpistole | 10 m Luftpistole | 10 m Luftpistole | 10 m Luftpistole |
| Nr.              | Wettbewerb       | Gold             | Gold             | Silber           | Silber           | Bronze           | Bronze           |
| ---------------- | ---------------- | ---------------- | ---------------- | ---------------- | ---------------- | ---------------- | ---------------- |
| 1                | Győr             | Yusuf Dikeç      | --               | Artem Chernousov | --               | João Costa       | --               |

| 10 m Luftpistole, Team | 10 m Luftpistole, Team | 10 m Luftpistole, Team                               | 10 m Luftpistole, Team | 10 m Luftpistole, Team                          | 10 m Luftpistole, Team | 10 m Luftpistole, Team                                       | 10 m Luftpistole, Team |
| Nr.                    | Wettbewerb             | Gold                                                 | Gold                   | Silber                                          | Silber                 | Bronze                                                       | Bronze                 |
| ---------------------- | ---------------------- | ---------------------------------------------------- | ---------------------- | ----------------------------------------------- | ---------------------- | ------------------------------------------------------------ | ---------------------- |
| 1                      | Győr                   | UkrainePawlo Korostyljow Oleh Omelchuk Viktor Bankin | --                     | SerbienDamir Mikec Dimitrije Grgić Dusko Petrov | --                     | DeutschlandMatthias Holderried Philipp Käfer Michael Schwald | --                     |

##### Frauen
| 10 m Luftpistole | 10 m Luftpistole | 10 m Luftpistole  | 10 m Luftpistole | 10 m Luftpistole | 10 m Luftpistole | 10 m Luftpistole             | 10 m Luftpistole |
| Nr.              | Wettbewerb       | Gold              | Gold             | Silber           | Silber           | Bronze                       | Bronze           |
| ---------------- | ---------------- | ----------------- | ---------------- | ---------------- | ---------------- | ---------------------------- | ---------------- |
| 1                | Győr             | Céline Goberville | 240,2            | Zorana Arunović  | 239,8            | Bobana Veličković Momčilović | 219,0            |

| 10 m Luftpistole, Team | 10 m Luftpistole, Team | 10 m Luftpistole, Team                                               | 10 m Luftpistole, Team | 10 m Luftpistole, Team                              | 10 m Luftpistole, Team | 10 m Luftpistole, Team                                           | 10 m Luftpistole, Team |
| Nr.                    | Wettbewerb             | Gold                                                                 | Gold                   | Silber                                              | Silber                 | Bronze                                                           | Bronze                 |
| ---------------------- | ---------------------- | -------------------------------------------------------------------- | ---------------------- | --------------------------------------------------- | ---------------------- | ---------------------------------------------------------------- | ---------------------- |
| 1                      | Győr                   | RusslandVitalina Batsarashkina Ekaterina Korshunova Margarita Lomova | --                     | DeutschlandMonika Karsch Sandra Reitz Carina Wimmer | --                     | SerbienZorana Arunović Bobana Veličković Momčilović Jelena Tomić | --                     |

##### Mixed
| 10 m Luftpistole | 10 m Luftpistole | 10 m Luftpistole                  | 10 m Luftpistole | 10 m Luftpistole            | 10 m Luftpistole | 10 m Luftpistole              | 10 m Luftpistole |
| Nr.              | Wettbewerb       | Gold                              | Gold             | Silber                      | Silber           | Bronze                        | Bronze           |
| ---------------- | ---------------- | --------------------------------- | ---------------- | --------------------------- | ---------------- | ----------------------------- | ---------------- |
| 1                | Győr             | Margarita Lomova Artem Chernousov | 482,8 WR ER      | Zorana Arunović Damir Mikec | 480,0            | Olena Kostevych Oleh Omelchuk | 416,6            |

#### Laufende Scheibe

##### Männer
| 10 m laufende Scheibe | 10 m laufende Scheibe | 10 m laufende Scheibe | 10 m laufende Scheibe | 10 m laufende Scheibe | 10 m laufende Scheibe | 10 m laufende Scheibe | 10 m laufende Scheibe |
| Nr.                   | Wettbewerb            | Gold                  | Gold                  | Silber                | Silber                | Bronze                | Bronze                |
| --------------------- | --------------------- | --------------------- | --------------------- | --------------------- | --------------------- | --------------------- | --------------------- |
| 1                     | Győr                  | Emil Martinsson       | --                    | Jesper Nyberg         | --                    | Maxim Stepanov        | --                    |

| 10 m laufende Scheibe Mixed | 10 m laufende Scheibe Mixed | 10 m laufende Scheibe Mixed | 10 m laufende Scheibe Mixed | 10 m laufende Scheibe Mixed | 10 m laufende Scheibe Mixed | 10 m laufende Scheibe Mixed | 10 m laufende Scheibe Mixed |
| Nr.                         | Wettbewerb                  | Gold                        | Gold                        | Silber                      | Silber                      | Bronze                      | Bronze                      |
| --------------------------- | --------------------------- | --------------------------- | --------------------------- | --------------------------- | --------------------------- | --------------------------- | --------------------------- |
| 1                           | Győr                        | Vladislav Shchepotkin       | 388                         | Maxim Stepanov              | 386                         | László Boros                | 385                         |

| 10 m laufende Scheibe, Team | 10 m laufende Scheibe, Team | 10 m laufende Scheibe, Team                            | 10 m laufende Scheibe, Team | 10 m laufende Scheibe, Team                                           | 10 m laufende Scheibe, Team | 10 m laufende Scheibe, Team                                    | 10 m laufende Scheibe, Team |
| Nr.                         | Wettbewerb                  | Gold                                                   | Gold                        | Silber                                                                | Silber                      | Bronze                                                         | Bronze                      |
| --------------------------- | --------------------------- | ------------------------------------------------------ | --------------------------- | --------------------------------------------------------------------- | --------------------------- | -------------------------------------------------------------- | --------------------------- |
| 1                           | Győr                        | SchwedenJesper Nyberg Emil Martinsson Niklas Bergström | 1734                        | RusslandWladislaw Prjanischnikow Maxim Stepanov Vladislav Shchepotkin | 1721                        | FinnlandTomi-Pekka Heikkilä Heikki Lahdekorpi Krister Holmberg | 1716                        |

| 10 m laufende Scheibe Mixed, Team | 10 m laufende Scheibe Mixed, Team | 10 m laufende Scheibe Mixed, Team                                     | 10 m laufende Scheibe Mixed, Team | 10 m laufende Scheibe Mixed, Team                      | 10 m laufende Scheibe Mixed, Team | 10 m laufende Scheibe Mixed, Team         | 10 m laufende Scheibe Mixed, Team |
| Nr.                               | Wettbewerb                        | Gold                                                                  | Gold                              | Silber                                                 | Silber                            | Bronze                                    | Bronze                            |
| --------------------------------- | --------------------------------- | --------------------------------------------------------------------- | --------------------------------- | ------------------------------------------------------ | --------------------------------- | ----------------------------------------- | --------------------------------- |
| 1                                 | Győr                              | RusslandWladislaw Prjanischnikow Maxim Stepanov Vladislav Shchepotkin | 1155                              | SchwedenJesper Nyberg Emil Martinsson Niklas Bergström | 1145                              | UngarnLászló Boros Jozsef Sike Tamás Tasi | 1135                              |

##### Frauen
| 10 m laufende Scheibe | 10 m laufende Scheibe | 10 m laufende Scheibe | 10 m laufende Scheibe | 10 m laufende Scheibe | 10 m laufende Scheibe | 10 m laufende Scheibe | 10 m laufende Scheibe |
| Nr.                   | Wettbewerb            | Gold                  | Gold                  | Silber                | Silber                | Bronze                | Bronze                |
| --------------------- | --------------------- | --------------------- | --------------------- | --------------------- | --------------------- | --------------------- | --------------------- |
| 1                     | Győr                  | Julia Eydenzon        | --                    | Viktoriya Rybovalova  | --                    | Olga Stepanova        | --                    |

| 10 m laufende Scheibe Mixed | 10 m laufende Scheibe Mixed | 10 m laufende Scheibe Mixed | 10 m laufende Scheibe Mixed | 10 m laufende Scheibe Mixed | 10 m laufende Scheibe Mixed | 10 m laufende Scheibe Mixed | 10 m laufende Scheibe Mixed |
| Nr.                         | Wettbewerb                  | Gold                        | Gold                        | Silber                      | Silber                      | Bronze                      | Bronze                      |
| --------------------------- | --------------------------- | --------------------------- | --------------------------- | --------------------------- | --------------------------- | --------------------------- | --------------------------- |
| 1                           | Győr                        | Olga Stepanova              | 381                         | Julia Eydenzon              | 379 (18)                    | Galina Avramenko            | 379 (17)                    |

| 10 m laufende Scheibe, Team | 10 m laufende Scheibe, Team | 10 m laufende Scheibe, Team                           | 10 m laufende Scheibe, Team | 10 m laufende Scheibe, Team                                    | 10 m laufende Scheibe, Team | 10 m laufende Scheibe, Team                            | 10 m laufende Scheibe, Team |
| Nr.                         | Wettbewerb                  | Gold                                                  | Gold                        | Silber                                                         | Silber                      | Bronze                                                 | Bronze                      |
| --------------------------- | --------------------------- | ----------------------------------------------------- | --------------------------- | -------------------------------------------------------------- | --------------------------- | ------------------------------------------------------ | --------------------------- |
| 1                           | Győr                        | RusslandOlga Stepanova Julia Eydenzon Irina Izmalkova | 1694 WR ER                  | UkraineGalina Avramenko Viktoriya Rybovalova Liudmyla Vasylyuk | 1663                        | UngarnGabriella Kortvelyessy Edit Mathe Veronika Major | 1617                        |

| 10 m laufende Scheibe Mixed, Team | 10 m laufende Scheibe Mixed, Team | 10 m laufende Scheibe Mixed, Team                     | 10 m laufende Scheibe Mixed, Team | 10 m laufende Scheibe Mixed, Team                              | 10 m laufende Scheibe Mixed, Team | 10 m laufende Scheibe Mixed, Team                      | 10 m laufende Scheibe Mixed, Team |
| Nr.                               | Wettbewerb                        | Gold                                                  | Gold                              | Silber                                                         | Silber                            | Bronze                                                 | Bronze                            |
| --------------------------------- | --------------------------------- | ----------------------------------------------------- | --------------------------------- | -------------------------------------------------------------- | --------------------------------- | ------------------------------------------------------ | --------------------------------- |
| 1                                 | Győr                              | RusslandOlga Stepanova Julia Eydenzon Irina Izmalkova | 1135 ER                           | UkraineGalina Avramenko Viktoriya Rybovalova Liudmyla Vasylyuk | 1114                              | UngarnGabriella Kortvelyessy Edit Mathe Veronika Major | 1025                              |

##### Mixed
| 10 m laufende Scheibe | 10 m laufende Scheibe | 10 m laufende Scheibe         | 10 m laufende Scheibe | 10 m laufende Scheibe                | 10 m laufende Scheibe | 10 m laufende Scheibe            | 10 m laufende Scheibe |
| Nr.                   | Wettbewerb            | Gold                          | Gold                  | Silber                               | Silber                | Bronze                           | Bronze                |
| --------------------- | --------------------- | ----------------------------- | --------------------- | ------------------------------------ | --------------------- | -------------------------------- | --------------------- |
| 1                     | Győr                  | Maxim Stepanov Olga Stepanova | --                    | Vladislav Shchepotkin Julia Eydenzon | --                    | Nicolas Tranchant Florence Louis | --                    |

### Juniorinnen und Junioren

#### Gewehr

##### Junioren
| 10 m Luftgewehr | 10 m Luftgewehr | 10 m Luftgewehr | 10 m Luftgewehr | 10 m Luftgewehr | 10 m Luftgewehr | 10 m Luftgewehr   | 10 m Luftgewehr |
| Nr.             | Wettbewerb      | Gold            | Gold            | Silber          | Silber          | Bronze            | Bronze          |
| --------------- | --------------- | --------------- | --------------- | --------------- | --------------- | ----------------- | --------------- |
| 1               | Győr            | Ilia Marsov     | 249,2           | Filip Nepejchal | 249,0           | Grigorii Shamakov | 226,8           |

| 10 m Luftgewehr, Team | 10 m Luftgewehr, Team | 10 m Luftgewehr, Team                                   | 10 m Luftgewehr, Team | 10 m Luftgewehr, Team                                | 10 m Luftgewehr, Team | 10 m Luftgewehr, Team                                          | 10 m Luftgewehr, Team |
| Nr.                   | Wettbewerb            | Gold                                                    | Gold                  | Silber                                               | Silber                | Bronze                                                         | Bronze                |
| --------------------- | --------------------- | ------------------------------------------------------- | --------------------- | ---------------------------------------------------- | --------------------- | -------------------------------------------------------------- | --------------------- |
| 1                     | Győr                  | RusslandDenis Goncharenko Grigorii Shamakov Ilia Marsov | 621,0                 | KroatienBorna Petanjek Luka Štrbenac Denis Tomašević | 620,7                 | ItalienCarmine Formichella Alexandros Chatziplis Marco Suppini | 612,4                 |

##### Juniorinnen
| 10 m Luftgewehr | 10 m Luftgewehr | 10 m Luftgewehr | 10 m Luftgewehr | 10 m Luftgewehr        | 10 m Luftgewehr | 10 m Luftgewehr | 10 m Luftgewehr |
| Nr.             | Wettbewerb      | Gold            | Gold            | Silber                 | Silber          | Bronze          | Bronze          |
| --------------- | --------------- | --------------- | --------------- | ---------------------- | --------------- | --------------- | --------------- |
| 1               | Győr            | Anna Janßen     | 250,3 ERJ       | Anastasiia Dereviagina | 249,2           | Marija Malić    | 226,8           |

| 10 m Luftgewehr, Team | 10 m Luftgewehr, Team | 10 m Luftgewehr, Team                                     | 10 m Luftgewehr, Team | 10 m Luftgewehr, Team                                     | 10 m Luftgewehr, Team | 10 m Luftgewehr, Team                                           | 10 m Luftgewehr, Team |
| Nr.                   | Wettbewerb            | Gold                                                      | Gold                  | Silber                                                    | Silber                | Bronze                                                          | Bronze                |
| --------------------- | --------------------- | --------------------------------------------------------- | --------------------- | --------------------------------------------------------- | --------------------- | --------------------------------------------------------------- | --------------------- |
| 1                     | Győr                  | DeutschlandLisa Haunerdinger Anna Janßen Larissa Weindorf | 935,9                 | FinnlandViivi Natalia Kemppi Marianne Palo Henna Viljanen | 932,7                 | RusslandDaria Boldinova Anastasiia Dereviagina Tatiana Kharkova | 931,6                 |

##### Mixed
| 10 m Luftgewehr | 10 m Luftgewehr | 10 m Luftgewehr                     | 10 m Luftgewehr | 10 m Luftgewehr             | 10 m Luftgewehr | 10 m Luftgewehr                                 | 10 m Luftgewehr |
| Nr.             | Wettbewerb      | Gold                                | Gold            | Silber                      | Silber          | Bronze                                          | Bronze          |
| --------------- | --------------- | ----------------------------------- | --------------- | --------------------------- | --------------- | ----------------------------------------------- | --------------- |
| 1               | Győr            | Tatiana Kharkova Griogirii Shamakov | 498,4 WRJ ERJ   | Daria Boldinova Ilia Marsov | 494,3           | Jeanette Hegg Duestad Benjamin Tingsrud Karlsen | 430,0           |

#### Pistole

##### Junioren
| 10 m Luftpistole | 10 m Luftpistole | 10 m Luftpistole  | 10 m Luftpistole | 10 m Luftpistole | 10 m Luftpistole | 10 m Luftpistole     | 10 m Luftpistole |
| Nr.              | Wettbewerb       | Gold              | Gold             | Silber           | Silber           | Bronze               | Bronze           |
| ---------------- | ---------------- | ----------------- | ---------------- | ---------------- | ---------------- | -------------------- | ---------------- |
| 1                | Győr             | Anton Aristarchow | 239,7            | Alexander Petrov | 238,9            | Aleksandr Kondrashin | 217,6            |

| 10 m Luftpistole, Team | 10 m Luftpistole, Team | 10 m Luftpistole, Team                                          | 10 m Luftpistole, Team | 10 m Luftpistole, Team                                | 10 m Luftpistole, Team | 10 m Luftpistole, Team                               | 10 m Luftpistole, Team |
| Nr.                    | Wettbewerb             | Gold                                                            | Gold                   | Silber                                                | Silber                 | Bronze                                               | Bronze                 |
| ---------------------- | ---------------------- | --------------------------------------------------------------- | ---------------------- | ----------------------------------------------------- | ---------------------- | ---------------------------------------------------- | ---------------------- |
| 1                      | Győr                   | RusslandAnton Aristarchow Aleksandr Kondrashin Alexander Petrov | 866                    | UkraineMaksym Horodynez Bohdan Kyrylenko Dmytro Honta | 844                    | DeutschlandPaul Fröhlich Jonathan Mader Robin Walter | 843 3                  |

##### Juniorinnen
| 10 m Luftpistole | 10 m Luftpistole | 10 m Luftpistole | 10 m Luftpistole | 10 m Luftpistole     | 10 m Luftpistole | 10 m Luftpistole | 10 m Luftpistole |
| Nr.              | Wettbewerb       | Gold             | Gold             | Silber               | Silber           | Bronze           | Bronze           |
| ---------------- | ---------------- | ---------------- | ---------------- | -------------------- | ---------------- | ---------------- | ---------------- |
| 1                | Győr             | Denisa Bezdecna  | 236,8 ERJ        | Miroslawa Mintschewa | 249,2            | Iana Enina       | 226,8            |

| 10 m Luftpistole, Team | 10 m Luftpistole, Team | 10 m Luftpistole, Team                                    | 10 m Luftpistole, Team | 10 m Luftpistole, Team                                                | 10 m Luftpistole, Team | 10 m Luftpistole, Team                                       | 10 m Luftpistole, Team |
| Nr.                    | Wettbewerb             | Gold                                                      | Gold                   | Silber                                                                | Silber                 | Bronze                                                       | Bronze                 |
| ---------------------- | ---------------------- | --------------------------------------------------------- | ---------------------- | --------------------------------------------------------------------- | ---------------------- | ------------------------------------------------------------ | ---------------------- |
| 1                      | Győr                   | RusslandIana Enina Ekaterina Chikanova Olga Veretelnikova | 562                    | ItalienGiulia Campostrini Maria Varricchio Brigida Margherita Veccaro | 558                    | BelarusLiubou Stralchonak Yulyana Rohach Marharyta Ramanchuk | 554                    |

##### Mixed
| 10 m Luftpistole | 10 m Luftpistole | 10 m Luftpistole             | 10 m Luftpistole | 10 m Luftpistole               | 10 m Luftpistole | 10 m Luftpistole                 | 10 m Luftpistole |
| Nr.              | Wettbewerb       | Gold                         | Gold             | Silber                         | Silber           | Bronze                           | Bronze           |
| ---------------- | ---------------- | ---------------------------- | ---------------- | ------------------------------ | ---------------- | -------------------------------- | ---------------- |
| 1                | Győr             | Iana Enina Anton Aristarchow | 480,7 WRJ ERJ    | Monika Boteva Kaloyan Stamenov | 472,1            | Miroslawa Mintschewa Kiril Kirow | 411,5            |

#### Laufende Scheibe

##### Junioren
| 10 m laufende Scheibe | 10 m laufende Scheibe | 10 m laufende Scheibe | 10 m laufende Scheibe | 10 m laufende Scheibe     | 10 m laufende Scheibe | 10 m laufende Scheibe | 10 m laufende Scheibe |
| Nr.                   | Wettbewerb            | Gold                  | Gold                  | Silber                    | Silber                | Bronze                | Bronze                |
| --------------------- | --------------------- | --------------------- | --------------------- | ------------------------- | --------------------- | --------------------- | --------------------- |
| 1                     | Győr                  | Denys Babliuk         | --                    | Espen Teppdalen Nordsveen | --                    | Hovhannes Margaryan   | --                    |

| 10 m laufende Scheibe Mixed | 10 m laufende Scheibe Mixed | 10 m laufende Scheibe Mixed | 10 m laufende Scheibe Mixed | 10 m laufende Scheibe Mixed | 10 m laufende Scheibe Mixed | 10 m laufende Scheibe Mixed | 10 m laufende Scheibe Mixed |
| Nr.                         | Wettbewerb                  | Gold                        | Gold                        | Silber                      | Silber                      | Bronze                      | Bronze                      |
| --------------------------- | --------------------------- | --------------------------- | --------------------------- | --------------------------- | --------------------------- | --------------------------- | --------------------------- |
| 1                           | Győr                        | Maksym Babushok             | --                          | Danylo Danylenko            | --                          | Espen Teppdalen Nordsveen   | --                          |

| 10 m laufende Scheibe, Team | 10 m laufende Scheibe, Team | 10 m laufende Scheibe, Team                           | 10 m laufende Scheibe, Team | 10 m laufende Scheibe, Team                    | 10 m laufende Scheibe, Team | 10 m laufende Scheibe, Team                  | 10 m laufende Scheibe, Team |
| Nr.                         | Wettbewerb                  | Gold                                                  | Gold                        | Silber                                         | Silber                      | Bronze                                       | Bronze                      |
| --------------------------- | --------------------------- | ----------------------------------------------------- | --------------------------- | ---------------------------------------------- | --------------------------- | -------------------------------------------- | --------------------------- |
| 1                           | Győr                        | UkraineDenys Babliuk Maksym Babushok Danylo Danylenko | 1684                        | RusslandSamir Khagi Pavel Golubev Egor Spekhov | 1602                        | UngarnIstván Sándor Ferenc Haris Áron Mácsek | 1593                        |

| 10 m laufende Scheibe Mixed, Team | 10 m laufende Scheibe Mixed, Team | 10 m laufende Scheibe Mixed, Team                     | 10 m laufende Scheibe Mixed, Team | 10 m laufende Scheibe Mixed, Team              | 10 m laufende Scheibe Mixed, Team | 10 m laufende Scheibe Mixed, Team            | 10 m laufende Scheibe Mixed, Team |
| Nr.                               | Wettbewerb                        | Gold                                                  | Gold                              | Silber                                         | Silber                            | Bronze                                       | Bronze                            |
| --------------------------------- | --------------------------------- | ----------------------------------------------------- | --------------------------------- | ---------------------------------------------- | --------------------------------- | -------------------------------------------- | --------------------------------- |
| 1                                 | Győr                              | UkraineDenys Babliuk Maksym Babushok Danylo Danylenko | 1684                              | RusslandSamir Khagi Pavel Golubev Egor Spekhov | 1602                              | UngarnIstván Sándor Ferenc Haris Áron Mácsek | 1593                              |

##### Juniorinnen
| 10 m laufende Scheibe | 10 m laufende Scheibe | 10 m laufende Scheibe | 10 m laufende Scheibe | 10 m laufende Scheibe | 10 m laufende Scheibe | 10 m laufende Scheibe | 10 m laufende Scheibe |
| Nr.                   | Wettbewerb            | Gold                  | Gold                  | Silber                | Silber                | Bronze                | Bronze                |
| --------------------- | --------------------- | --------------------- | --------------------- | --------------------- | --------------------- | --------------------- | --------------------- |
| 1                     | Győr                  | Anna Kostina          |                       | Kseniia Anufreiva     | --                    | Darya Rozhniatovska   | --                    |

| 10 m laufende Scheibe Mixed | 10 m laufende Scheibe Mixed | 10 m laufende Scheibe Mixed | 10 m laufende Scheibe Mixed | 10 m laufende Scheibe Mixed | 10 m laufende Scheibe Mixed | 10 m laufende Scheibe Mixed | 10 m laufende Scheibe Mixed |
| Nr.                         | Wettbewerb                  | Gold                        | Gold                        | Silber                      | Silber                      | Bronze                      | Bronze                      |
| --------------------------- | --------------------------- | --------------------------- | --------------------------- | --------------------------- | --------------------------- | --------------------------- | --------------------------- |
| 1                           | Győr                        | Anna Kostina                | 373                         | Darya Rozhniatovska         | 362                         | Kristina Hilevych           | 357                         |

| 10 m laufende Scheibe, Team | 10 m laufende Scheibe, Team | 10 m laufende Scheibe, Team                             | 10 m laufende Scheibe, Team | 10 m laufende Scheibe, Team                                      | 10 m laufende Scheibe, Team | 10 m laufende Scheibe, Team                        | 10 m laufende Scheibe, Team |
| Nr.                         | Wettbewerb                  | Gold                                                    | Gold                        | Silber                                                           | Silber                      | Bronze                                             | Bronze                      |
| --------------------------- | --------------------------- | ------------------------------------------------------- | --------------------------- | ---------------------------------------------------------------- | --------------------------- | -------------------------------------------------- | --------------------------- |
| 1                           | Győr                        | RusslandAnna Kostina Kseniia Anufreiva Tatiana Boltaeva | 1568 WRJ ERJ                | UkraineKristina Hilevych Darya Rozhniatovska Viktoriia Stetsiura | 1561                        | UngarnKlaudia Palánki Borbála Csányi Viktória Nagy | 1452                        |

| 10 m laufende Scheibe Mixed, Team | 10 m laufende Scheibe Mixed, Team | 10 m laufende Scheibe Mixed, Team                       | 10 m laufende Scheibe Mixed, Team | 10 m laufende Scheibe Mixed, Team                                | 10 m laufende Scheibe Mixed, Team | 10 m laufende Scheibe Mixed, Team                  | 10 m laufende Scheibe Mixed, Team |
| Nr.                               | Wettbewerb                        | Gold                                                    | Gold                              | Silber                                                           | Silber                            | Bronze                                             | Bronze                            |
| --------------------------------- | --------------------------------- | ------------------------------------------------------- | --------------------------------- | ---------------------------------------------------------------- | --------------------------------- | -------------------------------------------------- | --------------------------------- |
| 1                                 | Győr                              | RusslandAnna Kostina Kseniia Anufreiva Tatiana Boltaeva | 1067                              | UkraineKristina Hilevych Darya Rozhniatovska Viktoriia Stetsiura | 1034                              | UngarnKlaudia Palánki Borbála Csányi Viktória Nagy | 961                               |

### Jugend
Die Platzierungen der Jugendwettkämpfe werden beim Medaillenspiegel nicht berücksichtigt.

#### Gewehr

##### Jugend männlich
| 10 m Luftgewehr | 10 m Luftgewehr | 10 m Luftgewehr    | 10 m Luftgewehr      | 10 m Luftgewehr   | 10 m Luftgewehr     | 10 m Luftgewehr   | 10 m Luftgewehr |
| Nr.             | Wettbewerb      | Gold               | Gold                 | Silber            | Silber              | Bronze            | Bronze          |
| --------------- | --------------- | ------------------ | -------------------- | ----------------- | ------------------- | ----------------- | --------------- |
| 1               | Osijek          | Maximilian Ulbrich | 247,1 Shoot off 10,5 | Grigorii Shamakov | 247,1 Shoot off 8,8 | Denis Goncharenko | 221,8           |

##### Jugend weiblich
| 10 m Luftgewehr | 10 m Luftgewehr | 10 m Luftgewehr        | 10 m Luftgewehr | 10 m Luftgewehr | 10 m Luftgewehr | 10 m Luftgewehr        | 10 m Luftgewehr |
| Nr.             | Wettbewerb      | Gold                   | Gold            | Silber          | Silber          | Bronze                 | Bronze          |
| --------------- | --------------- | ---------------------- | --------------- | --------------- | --------------- | ---------------------- | --------------- |
| 1               | Osijek          | Anastasiia Dereviagina | 249,2           | Sofia Benetti   | 247,0           | Wiktoria Zuzanna Bober | 224,2           |

#### Pistole

##### Jugend männlich
| 10 m Luftpistole | 10 m Luftpistole | 10 m Luftpistole | 10 m Luftpistole | 10 m Luftpistole | 10 m Luftpistole | 10 m Luftpistole | 10 m Luftpistole |
| Nr.              | Wettbewerb       | Gold             | Gold             | Silber           | Silber           | Bronze           | Bronze           |
| ---------------- | ---------------- | ---------------- | ---------------- | ---------------- | ---------------- | ---------------- | ---------------- |
| 1                | Osijek           | Jason Solari     | 236,1            | Dmytro Honta     | 233,2            | Ihor Solovei     | 213,7            |

##### Jugend weiblich
| 10 m Luftpistole | 10 m Luftpistole | 10 m Luftpistole | 10 m Luftpistole | 10 m Luftpistole | 10 m Luftpistole | 10 m Luftpistole | 10 m Luftpistole |
| Nr.              | Wettbewerb       | Gold             | Gold             | Silber           | Silber           | Bronze           | Bronze           |
| ---------------- | ---------------- | ---------------- | ---------------- | ---------------- | ---------------- | ---------------- | ---------------- |
| 1                | Osijek           | Gloria Fernandez | 233,7            | Iana Enina       | 233,0            | Vanessa Seeger   | 213,1            |

## Medaillenspiegel
| Platz  | Land        | Gold | Silber | Bronze | Gesamt |
| ------ | ----------- | ---- | ------ | ------ | ------ |
| 01     | Russland    | 23   | 12     | 6      | 41     |
| 02     | Ukraine     | 5    | 8      | 6      | 19     |
| 03     | Schweden    | 2    | 2      | —      | 4      |
| 04     | Deutschland | 2    | 1      | 20     | 23     |
| 05     | Tschechien  | 1    | 1      | —      | 2      |
| 05     | Dänemark    | 1    | 1      | —      | 2      |
| 07     | Frankreich  | 1    | —      | 1      | 2      |
| 08     | Rumänien    | 1    | —      | —      | 1      |
| 08     | Türkei      | 1    | —      | —      | 1      |
| 10     | Serbien     | —    | 4      | 3      | 7      |
| 11     | Bulgarien   | —    | 2      | 1      | 3      |
| 11     | Kroatien    | —    | 2      | 1      | 3      |
| 13     | Norwegen    | —    | 1      | 2      | 3      |
| 14     | Finnland    | —    | 1      | 1      | 2      |
| 14     | Italien     | —    | 1      | 1      | 2      |
| 16     | Polen       | —    | 1      | —      | 1      |
| 17     | Ungarn      | —    | —      | 9      | 9      |
| 18     | Armenien    | —    | —      | 1      | 1      |
| 18     | Belarus     | —    | —      | 1      | 1      |
| 18     | Niederlande | —    | —      | 1      | 1      |
| 18     | Portugal    | —    | —      | 1      | 1      |
| Gesamt | Gesamt      | 37   | 37     | 37     | 111    |